# Hyperolius spinigularis
Espèce
Statut de conservation UICN

 VU B1ab(iii) : Vulnérable
Hyperolius spinigularis est une espèce d'amphibiens de la famille des Hyperoliidae.

## Répartition
Cette espèce se rencontre dans le massif Mulanje au sud du Malawi et dans le mont Namuli au Mozambique. On la trouve entre 690 et 1 250 m d'altitude.

## Publication originale
- Stevens, 1971 : A new tree-frog from Malawi (Hyperoliinae, Amphibia). Zoologica africana, vol. 6, p. 313-320.